# Ceyx (chi chim)
Ceyx là một chi Cựu Thế giới của họ Alcedinidae. Các loài của chi này được phát hiện từ Đông Nam Á tới Quần đảo Solomon.

## Danh sách loài
- Bồng chanh đỏ (Ceyx erithaca) - Loài điển hình.
- Bồng chanh Philipin (Ceyx melanurus)
- Bồng chanh Sulawesi (Ceyx fallax)
- Bói cá lùn đảo Maluku (Ceyx lepidus)
- Dimorphic dwarf kingfisher (Ceyx margarethae)
- Sula dwarf kingfisher (Ceyx wallacii)
- Buru dwarf kingfisher (Ceyx cajeli)
- Papuan dwarf kingfisher (Ceyx solitarius)
- Manus dwarf kingfisher (Ceyx dispar)
- New Ireland dwarf kingfisher (Ceyx mulcatus)
- New Britain dwarf kingfisher (Ceyx sacerdotis)
- North Solomons dwarf kingfisher (Ceyx meeki)
- New Georgia dwarf kingfisher (Ceyx collectoris)
- Malaita dwarf kingfisher (Ceyx malaitae)
- Guadalcanal dwarf kingfisher (Ceyx nigromaxilla)
- Makira dwarf kingfisher (Ceyx gentianus)
- Bói cá bạc bắc Philippines (Ceyx flumenicola) - tách ra từ C. argentatus.

### Chuyển từ chiAlcedosang
- Ceyx argentatus: Bói cá bạc nam Philippines. Danh pháp cũ: Alcedo argentata
- Ceyx azureus: Bói cá thiên thanh. Danh pháp cũ: Alcedo azurea
- Ceyx cyanopectus: Bói cá dải chàm. Danh pháp cũ: Alcedo cyanopectus
- Ceyx pusillus: Bồng chanh nhỏ. Danh pháp cũ: Alcedo pusilla
- Ceyx websteri: Bồng chanh Bismarck. Danh pháp cũ: Alcedo websteri

## Chuyển sang chi khác
- Ceyx madagascariensis: Bồng chanh lùn Madagascar. Danh pháp mới: Corythornis madagascariensis